# Duch zagłady
Duch zagłady – powieść z gatunku horroru autorstwa Grahama Mastertona, wydana w 1991 roku. Trzecia część cyklu Manitou.